# Hans Thoma (Ingenieur)
Hans Thoma (* 12. Juli 1887 in Dorpat; † 1973) war ein deutscher Ingenieur und Hochschullehrer am Institut für Elektrotechnik der Universität Karlsruhe.

## Leben
Hans Thoma war ein Sohn des Mediziners Richard Thoma, der an der Universität Dorpat lehrte, und Bruder von Dieter Thoma (1881–1942), Professor für Wasserkraftmaschinen an der Technischen Hochschule München.
Er studierte an den Technischen Hochschulen Braunschweig und München, wo er 1913 promovierte. Er beteiligte sich in leitender Position mit dem Ausbau der Wasserkraftwerke am Mittleren-Isar-Kanal, bis er am 1. Oktober 1924 zum ordentlichen Professor und Inhaber des Lehrstuhls für Elektroenergiesysteme und Hochspannungstechnik ernannt wurde und die Nachfolge von Anton Schwaiger antrat. 1945 legte er sein Amt nieder, Nachfolger wurde Guntram Lesch.
Mit seiner Erfindung der schnellen Radialkolbenmaschine 1922 und im Jahr 1929 zusammen mit Heinrich Kosel der Erfindung der Schrägachsenmaschine, einer Axialkolbenmaschine, war er auch ein Pionier der technischen Hydraulik.
Thoma war mit Else Föppl, Tochter des Ingenieurs, Erfinders und Hochschullehrers August Föppl verheiratet und lebte ab 1944 in Zollikon bei Zürich.

## Auszeichnungen
Im Jahr 1965 erhielt er die Rudolf-Diesel-Medaille in Gold.